# 18e arrondissement (Parijs)

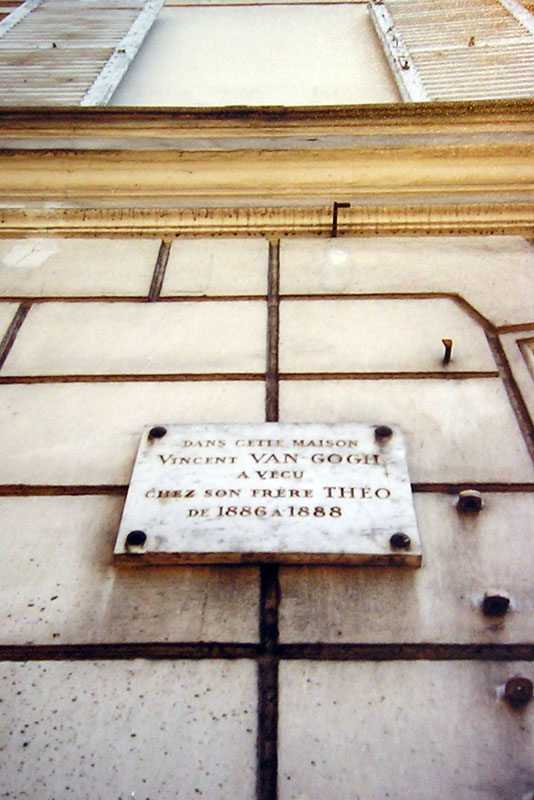
Rue Lepic 54, huis waar Vincent van Gogh samen met zijn broer Theo heeft gewoond.

Het 18e arrondissement (Montmartre) is een van de 20 arrondissementen van Parijs. Dit arrondissement ligt in het noorden van Parijs en ligt tegen een heuvel van kalksteen die la Butte wordt genoemd. Hier ligt de enige wijngaard van Parijs. De oppervlakte bedraagt 6,01 km². In dit arrondissement ligt het beroemde plein Place du Tertre en de witte basiliek Sacré Coeur.

## Wijken
Zoals alle arrondissementen is ook het 18e arrondissement opgedeeld in vier kwartieren (quartier in het Frans):
- Quartier de la Goutte-d'Or
- Quartier des Grandes-Carrières
- Quartier de Clignancourt
- Quartier de La Chapelle

## Bezienswaardigheden
- Montmartre

### Begraafplaatsen
- Cimetière de Montmartre
- Cimetière Saint-Vincent
- Cimetière du Calvaire

### Kerken
- Basilique du Sacré-Cœur
- Église Saint-Denys de la Chapelle
- Église Saint-Pierre de Montmartre

### Straten en pleinen
- Boulevard Barbès
- Boulevard de Clichy
- Place du Tertre
- Place Pigalle
- Rue des Abbesses
- Rue Lepic

### Overig
- Lapin Agile
- Moulin Rouge
- Moulin de la Galette, molen
- Le mur des je t’aime

## Bevolking
| Jaar | Bevolking | Dichtheid      |
| ---- | --------- | -------------- |
| 1931 | 288.810   | 48.095 inw/km² |
| 1962 | 254.974   | 42.460 inw/km² |
| 1968 | 236.776   | 39.430 inw/km² |
| 1975 | 208.970   | 34.799 inw/km² |
| 1982 | 186.866   | 31.118 inw/km² |
| 1990 | 187.657   | 31.250 inw/km² |
| 1999 | 184.586   | 30.739 inw/km² |
| 2013 | 200.915   | 33.458 inw/km² |

- Bibliothèque nationale de France: cb11975583d (data)
- Gemeinsame Normdatei: 4638546-0
- International Standard Name Identifier: 0000 0001 0610 4060
- Nationale Bibliotheek van Israël: 987013184490005171
- Système universitaire de documentation: 029579686
- Virtual International Authority File: 159132799